# Хохли (Палкінський район)
Хохли (рос. Хохлы) — присілок в Палкінському районі Псковської області Російської Федерації.
Населення становить 124 особи. Входить до складу муніципального утворення Новоуситовська волость.

## Історія
Від 2015 року входить до складу муніципального утворення Новоуситовська волость.

## Населення
| 2001 | 2002 | 2010 | 2013 | 2014 | 2015 | 2016 |
| ---- | ---- | ---- | ---- | ---- | ---- | ---- |
| 157  | ↘136 | ↘114 | ↗140 | ↘134 | ↘132 | ↘124 |